# Usucapione
L'usucapione, detta anche prescrizione acquisitiva e in latino usucapio, è un modo di acquisto della proprietà a titolo originario basato sul perdurare per un determinato periodo di tempo del possesso su un bene. In Italia è regolato dagli articoli 1158 e seguenti del codice civile. Con un accordo di mediazione è possibile l'acquisto della proprietà a titolo originario.

## Origini storiche
L'antecedente storico dell'usucapione è rappresentato dall'antico usus, istituto di diritto romano disciplinato già dalle leggi delle XII tavole. Esso consisteva nell'esercizio concreto di un potere, che perdurando per un biennio o per un singolo anno portava all'acquisto definitivo del potere stesso. Tramite usus ad esempio era possibile acquistare il potere di manus sulla donna. In seguito i giuristi romani crearono il differente istituto dell'usucapio, discendente dall'usus, che a differenza di quest'ultimo portava solo all'acquisto della proprietà in base alla possessio di una cosa.
Potevano essere oggetto di usucapio sia le cose mobili sia le cose immobili, purché si trattasse sempre di res corporales. Ne erano escluse, per antica disposizione risalente alle XII tavole le res furtivae, ossia le cose che erano state rubate al legittimo proprietario, e le res vi possessae, le cose sottratte al legittimo possessore con violenza. La usucapione poteva essere finta tramite un actio publiciana. Il primo documento noto in lingua volgare italiana è costituito dai Placiti cassinesi, che sono delle testimonianze in una disputa di usucapione di un terreno.

## Disciplina italiana
Può accadere che un bene abbia per anni un possessore non proprietario e un proprietario non possessore. Al protrarsi di questa situazione la legge ricollega una precisa conseguenza: il proprietario perde il diritto di proprietà, il possessore lo acquista. È l'usucapione ("prescrizione acquisitiva"), l'acquisto della proprietà a titolo originario mediante il possesso continuato nel tempo (articolo 1158). Il codice civile intende per usucapione il modo di acquisizione della proprietà a seguito del possesso pacifico, non violento e ininterrotto di un bene mobile o immobile per un periodo temporale di almeno vent'anni. Trascorso il periodo, il giudice adito accerta l'effettivo possesso del bene e decreta il passaggio della proprietà. Agli effetti dell'usucapione è irrilevante che il possesso sia di buona fede o di mala fede. Questa circostanza può influire solo sulla durata del possesso necessario per l'usucapione.
Occorre però che il possesso sia goduto alla luce del sole: se il possesso è stato conseguito con violenza o in modo clandestino, il tempo utile per l'usucapione comincia a decorrere solo da quando sia cessata la violenza o la clandestinità. È cruciale però distinguere la detenzione dal possesso; nel primo caso si tiene l'oggetto soltanto in custodia, ci si comporta cioè come se il possesso fosse altrui e ciò non dà inizio ad alcun ciclo di usucapione. Ad esempio un libro preso in prestito da un amico, anche se mai chiesto indietro, non darà mai inizio a un processo di usucapione, se non interverrà un fatto oggettivo con il quale si manifesti la volontà di trasformare la detenzione in possesso. Seguendo il citato esempio, solo quando colui che ha preso in prestito il libro comunicherà al prestante la volontà di appropriarsi del libro (per esempio negandone la restituzione in seguito a una richiesta del prestante) avrà inizio il calcolo del tempo di usucapione. Il possesso ad usucapionem deve essere, per l'art. 1158, un possesso “continuato”. Qui va considerato il generale principio per cui il possesso si consegue corpore et animo, ma si conserva solo animo.
Per quanto riguarda l'animus possidendi va precisato che, nonostante l'enfasi posta nella manualistica su tale elemento ove discorra del possesso ad usucapionem, tale elemento psicologico in giurisprudenza è, in una prospettiva probatoria, inferito dalla concreta materialità del possesso: ad esempio la condotta di un agricoltore che per 20 anni coltivi un terreno di terzo, non giova a far dichiarare a suo favore l'usucapione, laddove in giudizio il vecchio proprietario eccepisca con successo che la coltivazione è avvenuta a titolo di comodato o a titolo di affitto agrario per un canone simbolico (l'affitto agrario è un contratto a forma libera), al contrario se l'agricoltore che ha occupato il terreno del terzo, ha in esso costruito annessi agricoli, ha apposto termini di confine, ne ha affittato una parte, allora sarà ben difficile eccepirgli in causa che non ha posseduto "uti dominus" (cioè con potere di fatto corrispondente all'esercizio delle facoltà di godimento e di disposizione tipiche della proprietà), e quindi con possesso idoneo all'usucapione. Ecco che, in una prospettiva "fattista", e non manualistica, la materialità del possesso, che tiene conto degli atti di amministrazione della cosa posseduta, appare il requisito più connotante ed assorbente del possesso ad usucapionem dei beni immobili, proprio perché ne sostanzia la non equivocità.
Per l'interruzione del possesso ad usucapionem, l'articolo 1165 richiama le norme sull'interruzione della prescrizione, in quanto compatibili con l'usucapione. Perciò l'usucapione è interrotta dall'atto con il quale il proprietario agisce in giudizio contro il possessore per recuperare il possesso della cosa e dal riconoscimento da parte del possessore del diritto altrui, non però dalla stragiudiziale diffida del proprietario. L'usucapiente, se ha posseduto la cosa come libera da pesi o da diritti reali altrui, ne acquista la proprietà libera e piena ("usucapio libertatis") e i diritti sulla cosa costituiti dall'antico proprietario non sono opponibili all'usucapente neppure se trascritti. Ma, se la cosa è stata posseduta come gravata dal diritto altrui, questo sopravvive all'usucapione.
Il fondamento dell'usucapione è in un'esigenza di ordine generale, che è quella di eliminare le situazioni di incertezza circa l'appartenenza dei beni; una consolidata situazione di fatto come il possesso di un bene protratto per un certo tempo è di per sé stessa considerata modo di acquisto della proprietà. Chi compera sa di comperare bene se compera da chi ha posseduto la cosa per il tempo necessario per usucapirla. La prova in giudizio del diritto di proprietà sarebbe impossibile se si dovesse provare di avere acquistato la proprietà a titolo derivativo; occorrerebbe provare di avere validamente acquistato dal legittimo proprietario, che quello aveva a sua volta validamente acquistato da un proprietario, e così via (il giurista al riguardo parla di "probatio diabolica").
Gli effetti giuridici dell'usucapione si producono come conseguenza di un fatto giuridico; la sentenza che li accerta ha valore solo dichiarativo. La giurisprudenza consolidata di legittimità, anche spinta da "contingenti ragioni di necessità e di opportunità pratica" (Cass. 25964 del 23 dicembre 2015) ha sancito il principio della retroattività reale dell'usucapione: l'usucapente si ritiene dunque titolare del diritto usucapito a decorrere dalla data di inizio del possesso valido ai fini dell'usucapione. Per usucapione si possono acquistare anche gli altri diritti reali su beni immobili o mobili. La durata richiesta è la stessa richiesta per l'usucapione della proprietà.

### Tempi necessari per l'usucapione
- Per i beni immobili: 20 anni
- Per i beni immobili acquistati in buona fede da chi non ne è proprietario, ma in forza di un titolo idoneo a trasferire la proprietà e che sia stato debitamente trascritto: 10 anni dalla data della trascrizione
- Per le universalità di beni mobili: 20 anni
- Per i beni mobili acquistati senza titolo idoneo e posseduti in buona fede: 10 anni
- Per i beni mobili acquistati senza titolo idoneo e posseduti in mala fede: 20 anni
- Per i beni mobili iscritti in pubblici registri acquistati in buona fede da chi non ne è proprietario, ma in forza di un titolo idoneo e che sia stato debitamente trascritto: 3 anni dalla data della trascrizione
- Per i beni mobili iscritti in pubblici registri, quando manca almeno una delle condizioni ora citate: 10 anni

L'articolo 1159-bis ha introdotto norme speciali per i piccoli fondi rustici avente reddito dominicale inferiore a 180,76 € e i fondi rustici montani con fabbricati annessi; l'usucapione ventennale si compie in 15 anni, mentre quella decennale in 5 anni (cd. usucapione speciale).

## Possesso vale titolo
Per i beni mobili vige il principio del "possesso vale titolo" per il quale colui al quale è alienata una cosa mobile da chi non ne è proprietario ne acquista la proprietà mediante il possesso, purché sia in buona fede al momento della consegna e sussista un titolo astrattamente idoneo al trasferimento della proprietà. L'istituto si sovrappone, perciò all'usucapione.

## Lingua italiana
L'istituto giuridico dell'usucapione è presente nei placiti cassinesi, tra i primi documenti nella lingua volgare italiana.